# Prionopelta aethiopica
Prionopelta aethiopica is een mierensoort uit de onderfamilie van de Amblyoponinae. De wetenschappelijke naam van de soort is voor het eerst geldig gepubliceerd in 1949 door Arnold.